# Walden (Nowy Jork)
Walden – wieś w Stanach Zjednoczonych, w stanie Nowy Jork, w hrabstwie Orange.